# Partido Verde de Aotearoa Nueva Zelanda
El Partido Verde de Aotearoa Nueva Zelanda es un partido político verde y de izquierda de Nueva Zelanda. Como muchos partidos verdes en todo el mundo, tiene cuatro pilares organizativos (ecología, justicia social, democracia de base y el principio de no violencia). La ideología del partido combina el ambientalismo con políticas económicas de izquierda y socialdemócratas, que incluyen servicios públicos bien financiados y controlados localmente dentro de los límites de una economía del estado estacionario.
A nivel internacional, está afiliado a Global Greens. Los dos actuales colíderes del partido son la diputada Marama Davidson y James Shaw. Los líderes del partido siempre son un hombre y una mujer.

## Ideología
El Partido Verde fue fundado para contrarrestar lo que ve como las amenazas al medio ambiente natural y problemas ambientales siguen siendo su enfoque principal. En los últimos tiempos, ha expresado su preocupación por la minería en parques nacionales, agua potable, cambio climático, cenit del petróleo y la liberación de organismos diseñados genéticamente. El partido también se ha pronunciado en apoyo de derechos humanos y contra de las operaciones militares realizadas por Estados Unidos y otros países en Afganistán e Irak.
El partido acepta el Tratado de Waitangi (la versión maorí del tratado) como el documento fundacional de Nueva Zelanda y reconoce al pueblo maorí como pueblo originario del territorio.
En sus políticas económicas, el partido hace hincapié en factores como sostenibilidad, gravar los costos indirectos de la contaminación y comercio justo.  También establece que la medición del éxito económico debe concentrarse en medir el bienestar en lugar de analizar indicadores económicos. El partido quiere la eventual introducción de un renta básica universal.
El partido ha hecho campaña anteriormente sobre legalización del cannabis y eliminar las sanciones para cualquier persona con una enfermedad terminal, condición crónica o debilitante para cultivar, poseer o usar cannabis y/o productos de cannabis con fines terapéuticos, con el apoyo de un médico. En el período 2017-2020 del Sexto Gobierno Laborista, se legalizó el cannabis medicinal pero el pueblo neozelandés rechazó en un referéndum el consumo de cannabis recreativo.

## Historia electoral

### Hasta 1996 (sistema mayoritario)
| Año   | Votos   | %     | Resultado | +/- | Gobierno           |
| ----- | ------- | ----- | --------- | --- | ------------------ |
| 1990  | 124 915 | 6,85  | 0/97      |     | Extraparlamentario |
| 1993a | 350 064 | 18,21 | 0/99      |     | Extraparlamentario |

### Desde 1996 (sistema mixto)
| Año   | Votos por electorados | %     | Votos por lista | %     | Resultado | +/- | Gobierno                          |
| ----- | --------------------- | ----- | --------------- | ----- | --------- | --- | --------------------------------- |
| 1996a | 231.944               | 11,25 | 209.347         | 10,10 | 3/120     | 3   | Oposición                         |
| 1999  | 86.157                | 4,21  | 106.560         | 5,16  | 7/120     | 4   | Apoyo externo                     |
| 2002  | 106.717               | 5,35  | 142.250         | 7,00  | 9/120     | 2   | Oposición                         |
| 2005  | 92.164                | 4,12  | 120.521         | 5,30  | 6/121     | 3   | Gobierno (acuerdo de cooperación) |
| 2008  | 129.584               | 5,63  | 157.613         | 6,72  | 9/122     | 3   | Oposición                         |
| 2011  | 155.492               | 7,16  | 247.372         | 11,06 | 14/121    | 5   | Oposición                         |
| 2014  | 165.718               | 7,06  | 257.356         | 10,70 | 14/121    |     | Oposición                         |
| 2017  | 174.725               | 6,91  | 162.443         | 6,27  | 8/120     | 6   | Apoyo externo                     |
| 2020  | 162.245               | 5,74  | 226.757         | 7,86  | 10/120    | 2   | Gobierno (acuerdo de cooperación) |
| 2023  | 161.200               | 7.32  | 242.854         | 10,77 | 15/123    | 5   | Oposición                         |

aDentro de la coalición Alianza.